# Hydroxypropyldistärkephosphat
Hydroxypropyldistärkephosphat ist ein Derivat der Stärke, das zu den Stärkeethern gehört. Diese modifizierte Stärke zählt zu den Lebensmittelzusatzstoffen und ist in der Europäischen Union als E 1442 zugelassen.

## Eigenschaften

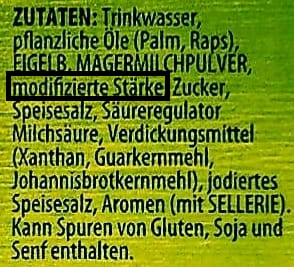
Inhaltsstoffangabe von modifizierter Stärke ohne Angabe der E-Nummer

Dieser Zusatzstoff besitzt die Fähigkeit mit Wasser starke Gele zu bilden und ist besonders stabil gegenüber thermischen Veränderungen. Er besitzt somit eine gute Gefrier-Tau-Stabilität.

## Verwendung
Diese modifizierte Stärke wird als Verdickungsmittel für Desserts wie Puddings, Salatsaucen, Tortenfüllungen und Fertigprodukte verwendet. In Kaugummis sorgt sie für einen bestimmten Kaueindruck. Auf der Zutatenliste wird sie dabei häufig als modifizierte Stärke deklariert.

## Rechtliche Situation

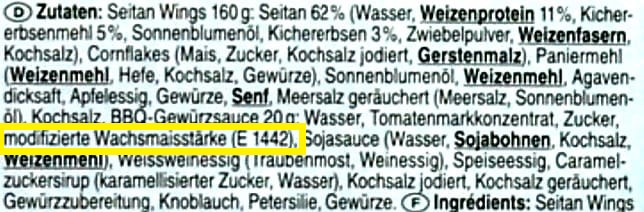
Zutatenliste mit präziser Inhaltsstoffangabe mit E-Nummer E 1442

In der Europäischen Union sind die Lebensmittelzusatzstoffe gemäß Anhang II der Verordnung (EG) Nr. 1333/2008 (Stand August 2021) sowie in der Schweiz, gemäß der Zusatzstoffverordnung (ZuV) (Stand: Juli 2020) aufgelistet.

## Gesundheitliche Situation
Da dieser Stärkeether wie natürliche Stärke verdaut wird, gilt sie als gesundheitlich unbedenklich. Es existiert keine Angabe für die erlaubte Tagesdosis.